# Spanyol női kézilabda-válogatott
A spanyol női kézilabda-válogatott Spanyolország nemzeti csapata, amelyet a Spanyol Kézilabda-szövetség irányít. A 2008-as Európa-bajnokságon ezüstérmet szerzett, a 2011-es világbajnokságon pedig bronzérmet.

## Részvételei

### Nyári olimpiai játékok
- 1992: 7. hely[1]
- 2004: 6. hely[2]
- 2012:  Bronz
- 2016: 6. hely
- 2020: 9. hely
- 2024: 12. hely

### Világbajnokság
- 1993 : 15. hely[3]
- 2001 : 10. hely[4]
- 2003 : 5. hely[5]
- 2007 : 10. hely[6]
- 2009 : 4. hely[7]
- 2011 :  Bronz[8]
- 2013 : 9. hely
- 2015 : 12. hely
- 2017 : 11. hely
- 2019 :  Ezüst
- 2021 : 4. hely
- 2023 : 13. hely

### Európa-bajnokság
- 1998 : 12. hely[9]
- 2002 : 13. hely[10]
- 2004 : 8. hely[11]
- 2006 : 9. hely[12]
- 2008 :  Ezüst[13]
- 2010: 11. hely[14]
- 2012: 11. hely
- 2014:  Ezüst
- 2016: 11. hely
- 2018: 12. hely
- 2020: 9. hely
- 2022: 9. hely
- 2024: 13. hely

## Szövetségi kapitányok
- José Francisco Aldeguer
- Jorge Dueñas (2007–2017)
- Carlos Viver (2017–2021)
- José Ignacio Prades (2021–2023)[15]
- Ambros Martín (2023–)[16]

## A2024-es Európa-bajnokságranevezett keret
| #  | név                        | poszt      | születési hely            | jelenlegi klubja      |
| -- | -------------------------- | ---------- | ------------------------- | --------------------- |
| 1  | Nicole Wiggins             | kapus      | Madrid                    | OGC Nice              |
| 6  | Carmen Campos Costa        | balátlövő  | Madrid                    | BVB Borussia Dortmund |
| 10 | Elisabet Cesáreo           | beálló     | Sant Joan Despí           | CBF Málaga            |
| 14 | Ona Vegué                  | balszélső  | Barcelona                 | HSG Blomberg-Lippe    |
| 17 | Jennifer Gutiérrez Bermejo | balszélső  | Horgen                    | RK Krim Ljubljana     |
| 19 | Ester Somaza               | jobbszélső | Les Franqueses del Vallès | BM Granollers         |
| 22 | Lara González Ortega       | balátlövő  | Santa Pola                | Rapid București       |
| 27 | Danila So Delgado          | balátlövő  | Lisszabon                 | CS Gloria Bistrița    |
| 33 | Kaba Gassama               | beálló     | Granollers                | HB Ludwigsburg        |
| 37 | Paola Bernabé              | irányító   | Torrevieja                | CB Elche              |
| 52 | Paulina Pérez              | jobbszélső | Eivissa                   | BM Porriño            |
| 58 | María Prieto O'Mullony     | jobbátlövő | Zamora                    | BM Aula Cultural      |
| 61 | Lysa Tchaptchet Defo       | beálló     | Yaoundé                   | Odense Håndbold       |
| 62 | Paula Arcos Poveda         | balátlövő  | Petrer                    | Vipers Kristiansand   |
| 65 | Anne Erauskin              | jobbszélső | Ermua                     | BM Bera Bera          |
| 67 | Elba Álvarez               | irányító   | Vigo                      | BM Bera Bera          |
| 70 | Carmen Arroyo              | irányító   | Ciudad Real               | BM Bera Bera          |
| 93 | Nicole Morales             | kapus      | Santa Cruz                | CB Elche              |